# Latković
Latković (cyr. Латковић) – wieś w Serbii, w okręgu kolubarskim, w gminie Ljig. W 2011 roku liczyła 439 mieszkańców.